# Crocq
 Crocq  (en occitano Cròc) es una comuna  (municipio) de Francia, en la región de Lemosín, departamento de Creuse, en el distrito de Aubusson. Es la cabecera del cantón de su nombre, aunque la mayor población de mismo es Mérinchal.
Su población en el censo de 1999 era de 546 habitantes. 
Está integrada en la Communauté de communes du Haut Pays Marchois.

## Demografía
| 704 | 746 | 844 | 834 | 674 | 546 |
| Para los censos de 1962 a 1999 la población legal corresponde a la población sin duplicidades (Fuente: INSEE [Consultar]) |     |     |     |     |     |